# たばこと塩の博物館
たばこと塩の博物館（たばことしおのはくぶつかん）は、東京都墨田区にある博物館で、日本たばこ産業が運営する企業博物館である。
愛称（略称）はタバシオ。「たばこ」と「塩」はともに開館時の日本専売公社が扱っていた品目であった。1978年の開館から渋谷区神南にあったが、2013年に移転した。

## 概要
1978年（昭和53年）、日本専売公社（当時）によって、タバコと塩に関する資料の収集や調査を行うことを目的に、東京都渋谷区神南の渋谷公園通り沿いに開設された。開設は日本専売公社のタバコ製造販売70周年を記念する事業の一環であり、戦前から収集されていた様々なタバコや喫煙や喫煙具、世界中の岩塩など多くの資料が展示された。
建物の老朽化や、収集資料の増加により手狭になったことなどを理由に、東京・渋谷の博物館は2013年（平成25年）9月1日で閉館。後継として、東京都墨田区横川にある、日本たばこ産業敷地にある倉庫を改装し、2015年（平成27年）4月25日に開館。
博物館のロゴは専売公社のデザイナー（当時）田中晋が制作した。
博物館は現在、約3万点の資料を収蔵しているほか、刊行物なども発行している。また、肉筆浮世絵83点、浮世絵版画1550点余、版本300点なども所蔵している。
- 所在地：東京都墨田区横川1-16-3
- 休館日：月曜日（祝日、振替休日の場合翌日）、年末年始
- 開館時間：10:00 - 17:00
- 入館料：大人・大学生 300円、小・中・高校生 100円

## 最寄り駅
- とうきょうスカイツリー駅 - 約500メートル
- 本所吾妻橋駅 - 約700メートル

距離は徒歩時の道のり

## 移転前
渋谷公園通りの宇田川町交差点南東角にあった。
- 所在地 - 東京都渋谷区神南1-16-8
- 設計 - 梓設計

### 設備
- 常設展示 (1 - 3F)
- 特別展示室 (4F)
- 視聴覚ホール (1F)

### 常設展示
- 1F（エントランスホール） - マヤの絵文書の壁画
- M2F「たばこの来た道」 - 喫煙の発生とたばこの伝播、日本への伝来、世界のたばこなど
- 2F 「日本のたばこ」 - 江戸時代・近現代の日本のたばこなど
- 3F「日本の塩、世界の塩」

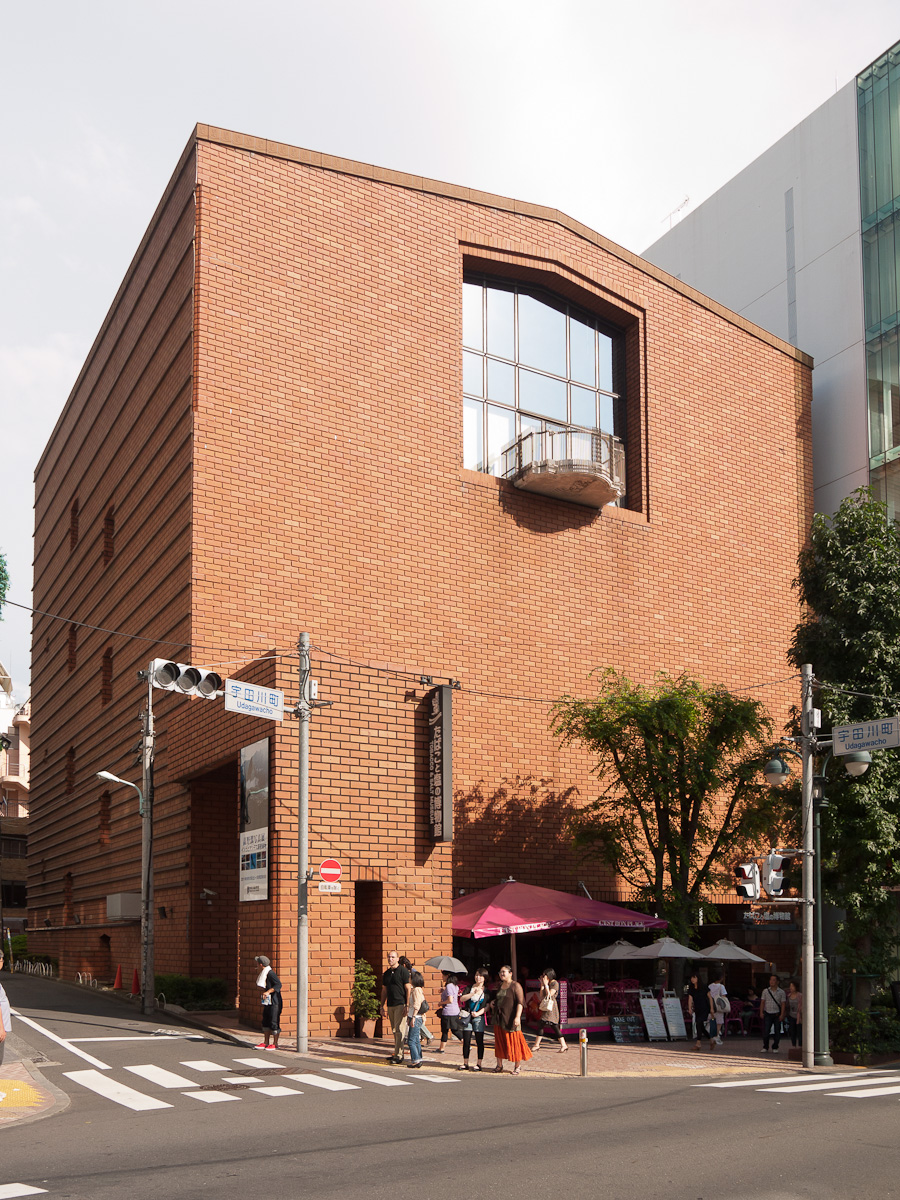
外観
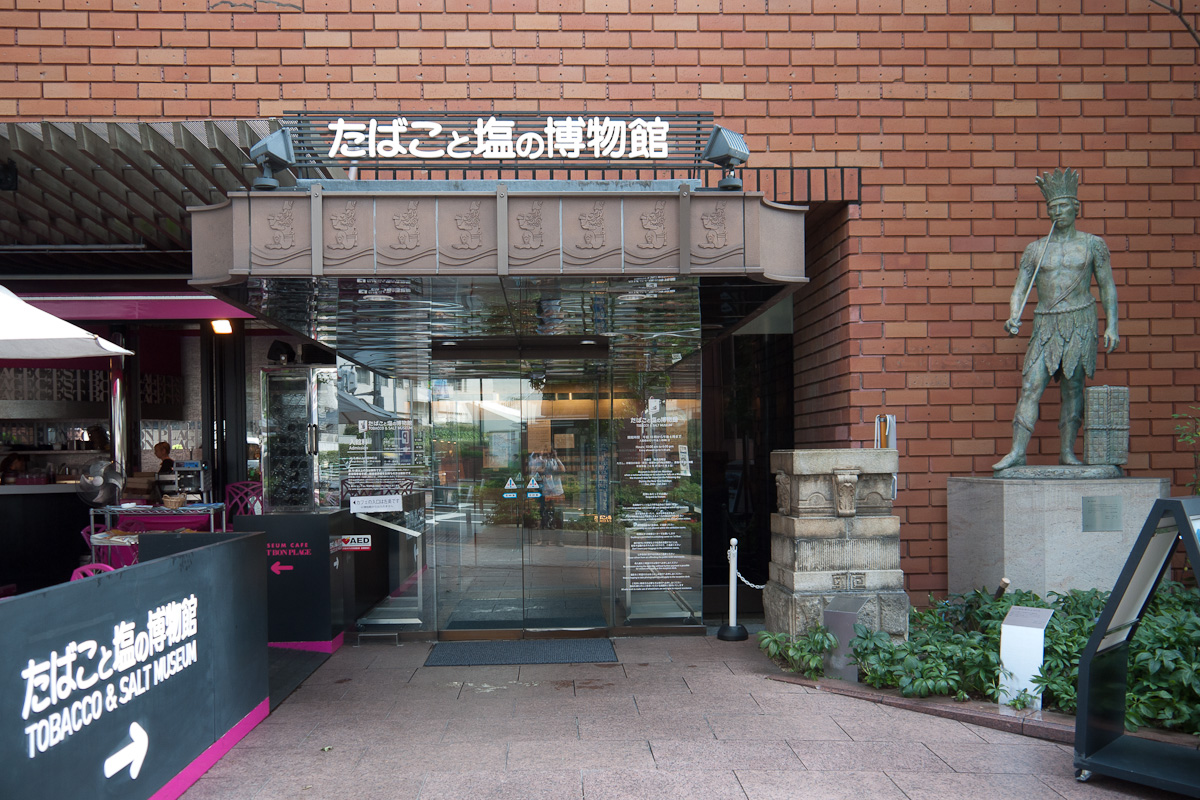
入口
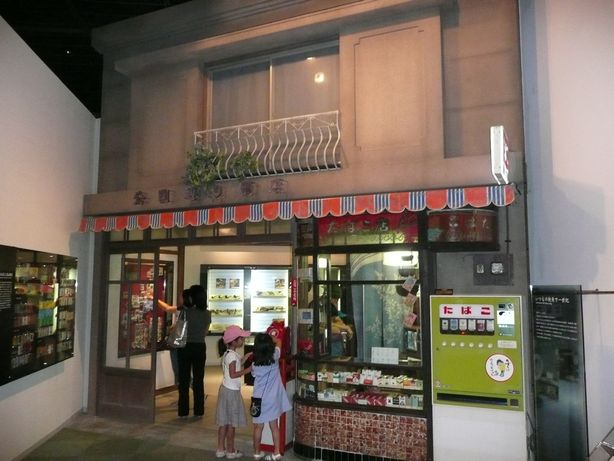
館内（2008年）
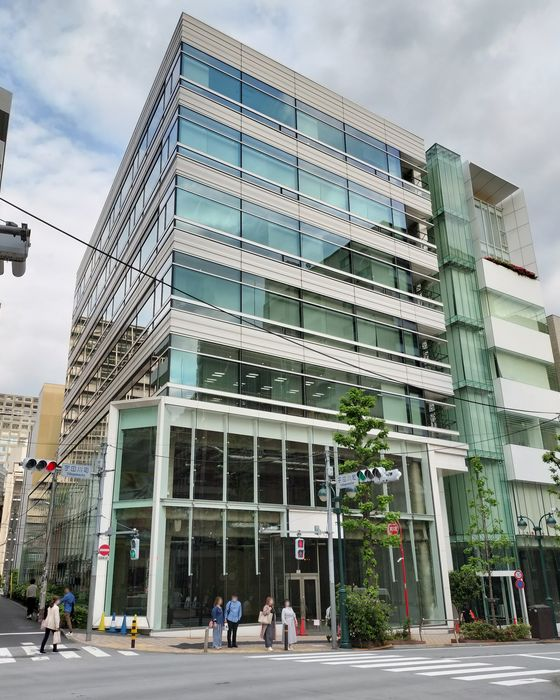
移転後の敷地には商業ビルが建てられた（撮影：2023年5月）